# Juokojaure
Juokojaure är en sjö i Jokkmokks kommun i Lappland och ingår i Luleälvens huvudavrinningsområde. Sjön har en area på 0,0964 kvadratkilometer och ligger 346,2 meter över havet.

## Delavrinningsområde
Juokojaure ingår i det delavrinningsområde (738478-167062) som SMHI kallar för Utloppet av Vajmatsjön. Medelhöjden är 359 meter över havet och ytan är 27,6 kvadratkilometer. Räknas de 31 avrinningsområdena uppströms in blir den ackumulerade arean 463,99 kvadratkilometer. Appokälven som avvattnar avrinningsområdet har biflödesordning 3, vilket innebär att vattnet flödar genom totalt 3 vattendrag innan det når havet efter 215 kilometer. Avrinningsområdet består mestadels av skog (74 procent) och sankmarker (18 procent). Avrinningsområdet har 1,75 kvadratkilometer vattenytor vilket ger det en sjöprocent på 6,3 procent.